# Llista de topònims de Jorba
Llista de topònims (noms propis de lloc) del municipi de Jorba, a l'Anoia
Informació actualitzada per un bot. Els canvis manuals es perdran quan s'actualitzi!

## curs d'aigua
| imatge | Nom               | Ubicat a                                | instància de | Detalls                                        | coordenades                                                                                               | Protecció | Commons (més fotos) | Dades a WD                    |
| ------ | ----------------- | --------------------------------------- | ------------ | ---------------------------------------------- | --- | --------- | ------------------- | ----------------------------- |
|        | Anoia             | Anoia Baix Llobregat Alt Penedès        | curs d'aigua | Desemboca: Llobregat Llarg: 64km Conca: 929km² | 41° 28′ 43″ N, 1° 56′ 06″ E / 41.4785217°N,1.9351196°E                                                    |           | Anoia River         | Modifica les dades a Wikidata |
|        | riera de Clariana | Santa Coloma de Queralt Argençola Jorba | curs d'aigua | Desemboca: Anoia                               | 41° 33′ 37″ N, 1° 24′ 03″ E / 41.560313°N,1.400782°E 41° 35′ 45″ N, 1° 32′ 36″ E / 41.595934°N,1.543274°E |           | Riera de Clariana   | Modifica les dades a Wikidata |
|        | riera de Veciana  | Veciana Copons Jorba                    | curs d'aigua | Desemboca: Anoia                               | |           |                     | Modifica les dades a Wikidata |

## edifici
| imatge | Nom                                   | Ubicat a | instància de | Detalls                          | coordenades | Protecció                                  | Commons (més fotos) | Dades a WD                    |
| ------ | ------------------------------------- | -------- | ------------ | -------------------------------- | --- | ------------------------------------------ | ------------------- | ----------------------------- |
|        | Antiga fàbrica de vidre del Mas Jordà | Jorba    | edifici      | Estil: arquitectura barroca 1627 | 41° 36′ 02″ N, 1° 30′ 39″ E / 41.60063°N,1.51071°E ca:Mas Jordà.                                                      | bé integrant del patrimoni cultural català |                     | Modifica les dades a Wikidata |
|        | Teuleria Coll d'Estelles              | Jorba    | edifici      | Estil: arquitectura popular      | 41° 36′ 34″ N, 1° 29′ 47″ E / 41.60946°N,1.49639°E ca:Al nord oest del nucli de Jorba, a tocar de Cal Pau i Cal Coix. | bé integrant del patrimoni cultural català |                     | Modifica les dades a Wikidata |

## entitat singular de població
| imatge | Nom        | Ubicat a | instància de                                   | Detalls | coordenades                                                                                           | Protecció | Commons (més fotos) | Dades a WD                    |
| ------ | ---------- | -------- | ---------------------------------------------- | ------- | --- | --------- | ------------------- | ----------------------------- |
|        | Jorba      | Jorba    | entitat singular de població capital municipal | 515 hab | 41° 36′ 07″ N, 1° 32′ 51″ E / 41.60193°N,1.5475°E 394 msnm                                            |           |                     | Modifica les dades a Wikidata |
|        | Sant Genís | Jorba    | entitat singular de població                   | 312 hab | 41° 35′ 49″ N, 1° 33′ 51″ E / 41.596907°N,1.564086°E ca:Al costat de l'antiga carretera N-II 380 msnm |           | Sant Genís (Jorba)  | Modifica les dades a Wikidata |

## església
| imatge | Nom                         | Ubicat a | instància de     | Detalls                                   | coordenades | Protecció                                  | Commons (més fotos)              | Dades a WD                    |
| ------ | --------------------------- | -------- | ---------------- | ----------------------------------------- | --- | ------------------------------------------ | -------------------------------- | ----------------------------- |
|        | Mare de Déu de la Sala      | Jorba    | església ermita  | Estil: arquitectura romànica 12nd century | 41° 35′ 22″ N, 1° 33′ 19″ E / 41.5894°N,1.55536°E ca:La Sala.                                                       | bé integrant del patrimoni cultural català | Santa Maria de la Sala           | Modifica les dades a Wikidata |
|        | Sant Julià de les Alzinetes | Jorba    | església ermita  | Estil: arquitectura medieval 15th century | 41° 36′ 16″ N, 1° 31′ 31″ E / 41.60435°N,1.5252°E ca:Camí de Jorba a Clariana                                       | bé integrant del patrimoni cultural català |                                  | Modifica les dades a Wikidata |
|        | Sant Narcís de Mas Jordà    | Jorba    | església capella |                                           | 41° 36′ 03″ N, 1° 30′ 38″ E / 41.6007869924438°N,1.51047048650557°E ca:Mas Jordà 471 msnm                           |                                            |                                  | Modifica les dades a Wikidata |
|        | Sant Pere de Jorba          | Jorba    | església         | Estil: arquitectura gòtica 1551           | 41° 36′ 06″ N, 1° 32′ 45″ E / 41.60159°N,1.54575°E ca:Carrer Major.                                                 | bé integrant del patrimoni cultural català | Sant Pere de Jorba               | Modifica les dades a Wikidata |
|        | Sant Salvador del mas Bover | Jorba    | església         | Estil: arquitectura romànica 12nd century | 41° 36′ 26″ N, 1° 33′ 20″ E / 41.60727°N,1.55547°E ca:Mas Bover.                                                    | bé integrant del patrimoni cultural català |                                  | Modifica les dades a Wikidata |
|        | capella de Sant Sebastià    | Jorba    | església         | Estil: arquitectura popular 17th century  | 41° 36′ 02″ N, 1° 32′ 47″ E / 41.60052°N,1.54651°E ca:Al nucli urbà a la Plaça de la Font.                          | bé integrant del patrimoni cultural català | Capella de Sant Sebastià (Jorba) | Modifica les dades a Wikidata |
|        | església de Sant Genís      | Jorba    | església         | Estil: arquitectura popular 1619          | 41° 35′ 48″ N, 1° 33′ 49″ E / 41.59657°N,1.56356°E ca:Sant Genís, plaça de l'Església                               | bé integrant del patrimoni cultural català | Església de Sant Genís (Jorba)   | Modifica les dades a Wikidata |
|        | església de Sant Narcís     | Jorba    | església         | Estil: arquitectura popular 17th century  | 41° 36′ 02″ N, 1° 30′ 38″ E / 41.60047°N,1.51061°E ca:A la cantonada sud est del perímetre construït del Mas Jordà. | bé integrant del patrimoni cultural català |                                  | Modifica les dades a Wikidata |

## forn de calç
| imatge | Nom                     | Ubicat a | instància de | Detalls                     | coordenades | Protecció                                  | Commons (més fotos) | Dades a WD                    |
| ------ | ----------------------- | -------- | ------------ | --------------------------- | --- | ------------------------------------------ | ------------------- | ----------------------------- |
|        | Forn de calç Molí Blanc | Jorba    | forn de calç | Estil: arquitectura popular | 41° 35′ 10″ N, 1° 34′ 28″ E / 41.58614°N,1.57431°E ca:Al sud est del nucli de Sant Genís, a l’oest del Molí Blanc.                     | bé integrant del patrimoni cultural català |                     | Modifica les dades a Wikidata |
|        | Forn de calç la Sala    | Jorba    | forn de calç | Estil: arquitectura popular | 41° 35′ 14″ N, 1° 34′ 08″ E / 41.5871°N,1.56883°E ca:Al sud del nucli de Sant Genís, al nord el riu Anoia i al sud del Bosc dels Nocs. | bé integrant del patrimoni cultural català |                     | Modifica les dades a Wikidata |

## masia
| imatge | Nom                     | Ubicat a | instància de | Detalls                     | coordenades | Protecció                                  | Commons (més fotos)   | Dades a WD                    |
| ------ | ----------------------- | -------- | ------------ | --------------------------- | --- | ------------------------------------------ | --------------------- | ----------------------------- |
|        | Ca l'Ajut               | Jorba    | masia        |                             | 41° 36′ 03″ N, 1° 34′ 16″ E / 41.6009532214292°N,1.57110052190643°E                                                                                           |                                            |                       | Modifica les dades a Wikidata |
|        | Ca l'Hortalà            | Jorba    | masia        |                             | 41° 35′ 13″ N, 1° 34′ 12″ E / 41.5868694010299°N,1.56989953751453°E                                                                                           |                                            |                       | Modifica les dades a Wikidata |
|        | Ca la Minga             | Jorba    | masia        |                             | 41° 35′ 53″ N, 1° 34′ 02″ E / 41.5981051941327°N,1.56733565430692°E                                                                                           |                                            |                       | Modifica les dades a Wikidata |
|        | Ca la Patxeca           | Jorba    | masia        |                             | 41° 35′ 26″ N, 1° 34′ 36″ E / 41.5906189435288°N,1.57664345178858°E                                                                                           |                                            |                       | Modifica les dades a Wikidata |
|        | Cal Beri                | Jorba    | masia        |                             | 41° 36′ 54″ N, 1° 32′ 25″ E / 41.6151040427493°N,1.54035058025315°E                                                                                           |                                            |                       | Modifica les dades a Wikidata |
|        | Cal Bofier Nou          | Jorba    | masia        |                             | 41° 36′ 03″ N, 1° 34′ 00″ E / 41.6008710949121°N,1.56667448932348°E                                                                                           |                                            |                       | Modifica les dades a Wikidata |
|        | Cal Bofier Vell         | Jorba    | masia        |                             | 41° 35′ 53″ N, 1° 34′ 17″ E / 41.5980572045155°N,1.57144039355184°E                                                                                           |                                            |                       | Modifica les dades a Wikidata |
|        | Cal Bruno               | Jorba    | masia        |                             | 41° 36′ 53″ N, 1° 28′ 59″ E / 41.614603187495°N,1.4829912139085°E ca:A l’oest de nucli urbà de Jorba, al nord de Cal Magí Serrano.                            |                                            |                       | Modifica les dades a Wikidata |
|        | Cal Llordella           | Jorba    | masia        |                             | 41° 36′ 37″ N, 1° 34′ 06″ E / 41.610374°N,1.568198°E ca:Al nord del nucli de Sant Genis, a l’oest de Torrent de Cal Gasparó al nord del Mas Puigròs. 453 msnm |                                            |                       | Modifica les dades a Wikidata |
|        | Cal Magí Serrano        | Jorba    | masia        |                             | 41° 36′ 46″ N, 1° 28′ 55″ E / 41.612786540814°N,1.4818336270191°E                                                                                             |                                            |                       | Modifica les dades a Wikidata |
|        | Cal Magí Xic            | Jorba    | masia        |                             | 41° 36′ 35″ N, 1° 29′ 38″ E / 41.6096937584484°N,1.49379997153792°E                                                                                           |                                            |                       | Modifica les dades a Wikidata |
|        | Cal Mirall              | Jorba    | masia        |                             | 41° 36′ 56″ N, 1° 31′ 42″ E / 41.6154290349815°N,1.52840100597385°E                                                                                           |                                            |                       | Modifica les dades a Wikidata |
|        | Cal Modesto             | Jorba    | masia        |                             | 41° 37′ 01″ N, 1° 31′ 42″ E / 41.6168602569153°N,1.52833245794685°E                                                                                           |                                            |                       | Modifica les dades a Wikidata |
|        | Cal Morrotallat         | Jorba    | masia        |                             | 41° 36′ 08″ N, 1° 34′ 31″ E / 41.6021117037074°N,1.57517889585766°E                                                                                           |                                            |                       | Modifica les dades a Wikidata |
|        | Cal Narcís              | Jorba    | masia        |                             | 41° 37′ 03″ N, 1° 32′ 36″ E / 41.6175187913776°N,1.54326077781567°E                                                                                           |                                            |                       | Modifica les dades a Wikidata |
|        | Cal Pau                 | Jorba    | masia        |                             | 41° 36′ 33″ N, 1° 29′ 49″ E / 41.6091747653218°N,1.49681231378933°E                                                                                           |                                            |                       | Modifica les dades a Wikidata |
|        | Cal Pepet de la Joncosa | Jorba    | masia        |                             | 41° 36′ 53″ N, 1° 31′ 23″ E / 41.6147210898509°N,1.52306415556041°E                                                                                           |                                            |                       | Modifica les dades a Wikidata |
|        | Cal Pere Martí          | Jorba    | masia        |                             | 41° 35′ 04″ N, 1° 32′ 03″ E / 41.5843565859939°N,1.53415741605835°E                                                                                           |                                            |                       | Modifica les dades a Wikidata |
|        | Cal Peret Saboner       | Jorba    | masia        |                             | 41° 35′ 56″ N, 1° 33′ 35″ E / 41.5990024451527°N,1.55985228607764°E                                                                                           |                                            |                       | Modifica les dades a Wikidata |
|        | Cal Piquer Nou          | Jorba    | masia        |                             | 41° 35′ 54″ N, 1° 34′ 25″ E / 41.5982115707997°N,1.57371681551436°E                                                                                           |                                            |                       | Modifica les dades a Wikidata |
|        | Cal Quer                | Jorba    | masia        |                             | 41° 36′ 04″ N, 1° 34′ 07″ E / 41.6010489855459°N,1.56866248760855°E                                                                                           |                                            |                       | Modifica les dades a Wikidata |
|        | Cal Ramonet del Traver  | Jorba    | masia        |                             | 41° 36′ 59″ N, 1° 32′ 28″ E / 41.6162922955938°N,1.54100792190315°E                                                                                           |                                            |                       | Modifica les dades a Wikidata |
|        | Cal Rosic               | Jorba    | masia        |                             | 41° 35′ 50″ N, 1° 32′ 19″ E / 41.597309894037°N,1.5385906626685°E                                                                                             |                                            |                       | Modifica les dades a Wikidata |
|        | Cal Saboner             | Jorba    | masia        |                             | 41° 35′ 57″ N, 1° 33′ 53″ E / 41.5990645600995°N,1.5648185901943°E                                                                                            |                                            |                       | Modifica les dades a Wikidata |
|        | Cal Saumell             | Jorba    | masia        |                             | 41° 35′ 30″ N, 1° 32′ 14″ E / 41.5916654310135°N,1.53731545294654°E                                                                                           |                                            |                       | Modifica les dades a Wikidata |
|        | Cal Tetes               | Jorba    | masia        |                             | 41° 36′ 53″ N, 1° 31′ 42″ E / 41.6146360423984°N,1.52837102612893°E ca:Al nord est del nucli de Jorba, a la plana de la Joncosa.                              |                                            |                       | Modifica les dades a Wikidata |
|        | Cal Xaroles             | Jorba    | masia        |                             | 41° 35′ 50″ N, 1° 31′ 28″ E / 41.5972191450966°N,1.52435124104024°E                                                                                           |                                            |                       | Modifica les dades a Wikidata |
|        | Cal Xicot Gros          | Jorba    | masia        |                             | 41° 37′ 42″ N, 1° 29′ 41″ E / 41.628267018664°N,1.4946753575505°E ca:Al nord oest del nucli de Jorba, al nord de la A2 i NII i sud del Montpaó.               |                                            |                       | Modifica les dades a Wikidata |
|        | Cal Xicot Xic           | Jorba    | masia        |                             | 41° 37′ 52″ N, 1° 29′ 45″ E / 41.630983947029°N,1.495812636999°E                                                                                              |                                            |                       | Modifica les dades a Wikidata |
|        | Can Blaiet              | Jorba    | masia        |                             | 41° 36′ 30″ N, 1° 32′ 36″ E / 41.6082684248281°N,1.54324091204974°E                                                                                           |                                            |                       | Modifica les dades a Wikidata |
|        | Can Blasi               | Jorba    | masia        | 1741                        | 41° 35′ 29″ N, 1° 34′ 58″ E / 41.5914525343182°N,1.58287601175133°E ca:A l’est del nucli de Sant Genis, a l’est del Pla de Torroella.                         |                                            | Can Blasi (Jorba)     | Modifica les dades a Wikidata |
|        | Can Camil·lo            | Jorba    | masia        |                             | 41° 36′ 56″ N, 1° 32′ 22″ E / 41.615562208823°N,1.53954809750385°E                                                                                            |                                            |                       | Modifica les dades a Wikidata |
|        | Can Cansalada           | Jorba    | masia        | 1682                        | 41° 35′ 21″ N, 1° 33′ 23″ E / 41.5891969377106°N,1.55650703991953°E ca:La Sala.                                                                               |                                            | Can Cansalada (Jorba) | Modifica les dades a Wikidata |
|        | Can Castellví           | Jorba    | masia        |                             | 41° 37′ 19″ N, 1° 30′ 26″ E / 41.6219194957243°N,1.5071753600515°E                                                                                            |                                            |                       | Modifica les dades a Wikidata |
|        | Can Costa               | Jorba    | masia        |                             | 41° 36′ 58″ N, 1° 32′ 29″ E / 41.6160076593624°N,1.54129039236115°E                                                                                           |                                            |                       | Modifica les dades a Wikidata |
|        | Can Joveró              | Jorba    | masia        |                             | 41° 35′ 14″ N, 1° 32′ 56″ E / 41.5872366754336°N,1.54889660016894°E                                                                                           |                                            |                       | Modifica les dades a Wikidata |
|        | Can Martí de Baix       | Jorba    | masia        |                             | 41° 36′ 29″ N, 1° 31′ 06″ E / 41.608014481818°N,1.51844080845958°E                                                                                            |                                            |                       | Modifica les dades a Wikidata |
|        | Can Martí de Dalt       | Jorba    | masia        |                             | 41° 36′ 28″ N, 1° 31′ 31″ E / 41.6077347881641°N,1.52540768524904°E                                                                                           |                                            |                       | Modifica les dades a Wikidata |
|        | Can Piquer              | Jorba    | masia        |                             | 41° 35′ 44″ N, 1° 34′ 47″ E / 41.5955313408421°N,1.57984712295555°E                                                                                           |                                            |                       | Modifica les dades a Wikidata |
|        | Can Reixacs             | Jorba    | masia        | Estil: arquitectura popular | 41° 35′ 16″ N, 1° 34′ 07″ E / 41.5879068054229°N,1.56858094458242°E ca:Al sud del nucli de Sant Genís, al nord el riu Anoia i al sud del Bosc dels Nocs.      |                                            |                       | Modifica les dades a Wikidata |
|        | Can Rovira              | Jorba    | masia        |                             | 41° 36′ 56″ N, 1° 32′ 08″ E / 41.6155038937151°N,1.53567267916778°E                                                                                           |                                            |                       | Modifica les dades a Wikidata |
|        | Can Segura              | Jorba    | masia        |                             | 41° 37′ 21″ N, 1° 29′ 33″ E / 41.622529309804°N,1.49248094821205°E                                                                                            |                                            |                       | Modifica les dades a Wikidata |
|        | Casa Roja               | Jorba    | masia        |                             | 41° 35′ 11″ N, 1° 32′ 12″ E / 41.5862727262828°N,1.53680136282378°E                                                                                           |                                            |                       | Modifica les dades a Wikidata |
|        | Casa del Ribes          | Jorba    | masia        |                             | 41° 35′ 33″ N, 1° 33′ 37″ E / 41.5925309480512°N,1.56021212926304°E                                                                                           |                                            |                       | Modifica les dades a Wikidata |
|        | Comajovera              | Jorba    | masia        |                             | 41° 36′ 52″ N, 1° 31′ 52″ E / 41.6143824388359°N,1.53107725523091°E                                                                                           |                                            |                       | Modifica les dades a Wikidata |
|        | Gardell                 | Jorba    | masia        |                             | 41° 36′ 29″ N, 1° 28′ 23″ E / 41.6081853807312°N,1.47300153577755°E                                                                                           |                                            |                       | Modifica les dades a Wikidata |
|        | Hostal del Ganxo        | Jorba    | masia        | Estil: arquitectura popular | 41° 36′ 28″ N, 1° 31′ 56″ E / 41.60778°N,1.53216°E ca:Al Km 548 de la NII direcció Cervera.                                                                   | bé integrant del patrimoni cultural català |                       | Modifica les dades a Wikidata |
|        | Mas Caçà                | Jorba    | masia        |                             | 41° 35′ 29″ N, 1° 34′ 03″ E / 41.591369237329°N,1.5675191480627°E                                                                                             |                                            |                       | Modifica les dades a Wikidata |
|        | Mas Figuera             | Jorba    | masia        |                             | 41° 36′ 08″ N, 1° 28′ 59″ E / 41.6021952258088°N,1.48316259987903°E                                                                                           |                                            |                       | Modifica les dades a Wikidata |
|        | Mas Jordà               | Jorba    | masia        | Estil: arquitectura popular | 41° 36′ 02″ N, 1° 30′ 38″ E / 41.60057°N,1.51045°E ca:Camí de Jorba a Clariana                                                                                | bé integrant del patrimoni cultural català |                       | Modifica les dades a Wikidata |
|        | Mas Marell              | Jorba    | masia        | Estil: arquitectura popular | 41° 35′ 16″ N, 1° 34′ 34″ E / 41.587871787804°N,1.5759944174789°E ca:Al sud est del nucli de Sant Genis, i a l’oest de la B-222.                              |                                            |                       | Modifica les dades a Wikidata |
|        | Puiggròs                | Jorba    | masia        |                             | 41° 36′ 30″ N, 1° 33′ 57″ E / 41.608462612477°N,1.5659409214939°E                                                                                             |                                            |                       | Modifica les dades a Wikidata |
|        | el Palau                | Jorba    | masia        |                             | 41° 36′ 58″ N, 1° 30′ 35″ E / 41.6161059746343°N,1.50963790943157°E                                                                                           |                                            |                       | Modifica les dades a Wikidata |
|        | el Rossinyol            | Jorba    | masia        |                             | 41° 36′ 02″ N, 1° 34′ 18″ E / 41.6004198104708°N,1.57166426783071°E                                                                                           |                                            |                       | Modifica les dades a Wikidata |
|        | els Nocs                | Jorba    | masia        |                             | 41° 35′ 15″ N, 1° 34′ 17″ E / 41.587393189671°N,1.57145959425772°E                                                                                            |                                            |                       | Modifica les dades a Wikidata |
|        | la Joncosa              | Jorba    | masia        | 1771                        | 41° 36′ 52″ N, 1° 31′ 21″ E / 41.6145523820034°N,1.5225519152619°E ca:La Joncosa.                                                                             |                                            |                       | Modifica les dades a Wikidata |
|        | la Sala                 | Jorba    | masia        |                             | 41° 35′ 36″ N, 1° 33′ 39″ E / 41.5933401557845°N,1.56081804893929°E                                                                                           |                                            |                       | Modifica les dades a Wikidata |
|        | la Torreta              | Jorba    | masia        |                             | 41° 35′ 54″ N, 1° 33′ 41″ E / 41.5982127730427°N,1.5615257183079°E                                                                                            |                                            |                       | Modifica les dades a Wikidata |
|        | les Alzinetes           | Jorba    | masia        |                             | 41° 36′ 17″ N, 1° 31′ 45″ E / 41.6046040726199°N,1.5292110589588°E                                                                                            |                                            |                       | Modifica les dades a Wikidata |
|        | les Forques             | Jorba    | masia        |                             | 41° 35′ 50″ N, 1° 33′ 20″ E / 41.5972453650317°N,1.55548775911905°E                                                                                           |                                            |                       | Modifica les dades a Wikidata |
|        | les Muntades            | Jorba    | masia        |                             | 41° 37′ 13″ N, 1° 30′ 05″ E / 41.6202410125117°N,1.50139256063629°E                                                                                           |                                            |                       | Modifica les dades a Wikidata |

## molí d'aigua
| imatge | Nom                | Ubicat a | instància de | Detalls                          | coordenades | Protecció                                  | Commons (més fotos) | Dades a WD                    |
| ------ | ------------------ | -------- | ------------ | -------------------------------- | --- | ------------------------------------------ | ------------------- | ----------------------------- |
|        | Molí Blanc         | Jorba    | molí d'aigua | Estil: arquitectura popular      | 41° 35′ 05″ N, 1° 34′ 38″ E / 41.58467°N,1.57712°E ca:Ctra. Igualada - Santa Coloma de Queralt , km 0,9                                       | bé integrant del patrimoni cultural català |                     | Modifica les dades a Wikidata |
|        | Molí de la Sala    | Jorba    | molí d'aigua | Estil: arquitectura popular      | 41° 35′ 19″ N, 1° 33′ 19″ E / 41.58855°N,1.55514°E ca:Camps de la Sala.                                                                       | bé integrant del patrimoni cultural català |                     | Modifica les dades a Wikidata |
|        | Molí del Juncosa   | Jorba    | molí d'aigua | Estil: arquitectura popular      | 41° 36′ 51″ N, 1° 31′ 21″ E / 41.61423°N,1.5226°E ca:La Joncosa.                                                                              | bé integrant del patrimoni cultural català |                     | Modifica les dades a Wikidata |
|        | Molí del Permanyer | Jorba    | molí d'aigua | Estil: arquitectura popular 1890 | 41° 35′ 46″ N, 1° 32′ 53″ E / 41.59605°N,1.54802°E ca:Al sud del nucli urbà, proper al punt on s’ajunten el riu Anoia i la riera de Clariana. | bé integrant del patrimoni cultural català |                     | Modifica les dades a Wikidata |

## muntanya
| imatge | Nom                | Ubicat a     | instància de | Detalls | coordenades                                                         | Protecció | Commons (més fotos) | Dades a WD                    |
| ------ | ------------------ | ------------ | ------------ | ------- | ------------------------------------------------------------------- | --------- | ------------------- | ----------------------------- |
|        | Montpaó            | Copons Jorba | muntanya     |         | 41° 37′ 51″ N, 1° 30′ 14″ E / 41.63074722°N,1.50385556°E 601.2 msnm |           |                     | Modifica les dades a Wikidata |
|        | Puig de la Guàrdia | Jorba        | muntanya     |         | 41° 36′ 20″ N, 1° 32′ 59″ E / 41.6055°N,1.54969°E 549 msnm          |           |                     | Modifica les dades a Wikidata |
|        | Turó del Rabasser  | Jorba        | muntanya     |         | 41° 36′ 43″ N, 1° 30′ 03″ E / 41.61183889°N,1.50080056°E 622.4 msnm |           |                     | Modifica les dades a Wikidata |
|        | el Puig            | Jorba        | muntanya     |         | 41° 35′ 56″ N, 1° 32′ 56″ E / 41.5989°N,1.54895°E 410.6 msnm        |           |                     | Modifica les dades a Wikidata |

## nucli de població
| imatge | Nom               | Ubicat a | instància de      | Detalls | coordenades                                                         | Protecció | Commons (més fotos) | Dades a WD                    |
| ------ | ----------------- | -------- | ----------------- | ------- | ------------------------------------------------------------------- | --------- | ------------------- | ----------------------------- |
|        | Ca la Minga       | Jorba    | nucli de població |         | 41° 35′ 45″ N, 1° 33′ 54″ E / 41.595841512055°N,1.5650205382062°E   |           |                     | Modifica les dades a Wikidata |
|        | Cal Tetes         | Jorba    | nucli de població |         | 41° 36′ 45″ N, 1° 31′ 52″ E / 41.612525364809°N,1.5310462484187°E   |           |                     | Modifica les dades a Wikidata |
|        | Can Traver        | Jorba    | nucli de població |         | 41° 36′ 55″ N, 1° 32′ 30″ E / 41.615364145849°N,1.5417837418583°E   |           |                     | Modifica les dades a Wikidata |
|        | Creu de Sant Pere | Jorba    | nucli de població |         | 41° 36′ 19″ N, 1° 32′ 22″ E / 41.6052655126067°N,1.53940835097429°E |           |                     | Modifica les dades a Wikidata |

## pont
| imatge | Nom                 | Ubicat a | instància de | Detalls                                                                    | coordenades | Protecció                                  | Commons (més fotos) | Dades a WD                    |
| ------ | ------------------- | -------- | ------------ | -------------------------------------------------------------------------- | --- | ------------------------------------------ | ------------------- | ----------------------------- |
|        | Pont antic de Jorba | Jorba    | pont         | Estil: arquitectura popular 1787 Travessa: riera de Rubió Estat: bon estat | 41° 36′ 09″ N, 1° 32′ 40″ E / 41.602382°N,1.544352°E ca:Sobre la riera de Rubió. 363 msnm                                  | bé integrant del patrimoni cultural català |                     | Modifica les dades a Wikidata |
|        | Pont del Ganxo      | Jorba    | pont         | 20th century Estat: bon estat                                              | 41° 36′ 31″ N, 1° 31′ 54″ E / 41.6085438515197°N,1.53161776461366°E ca:A l’antiga N-II, per sobre el riu Anoia. 373.2 msnm |                                            |                     | Modifica les dades a Wikidata |

## serra
| imatge | Nom               | Ubicat a        | instància de | Detalls | coordenades                                                   | Protecció | Commons (més fotos) | Dades a WD                    |
| ------ | ----------------- | --------------- | ------------ | ------- | ------------------------------------------------------------- | --------- | ------------------- | ----------------------------- |
|        | serra d'Albarells | Argençola Jorba | serra        |         | 41° 37′ 15″ N, 1° 29′ 19″ E / 41.62081389°N,1.4885°E 606 msnm |           | Serra d'Albarells   | Modifica les dades a Wikidata |
|        | serrat de Gardell | Argençola Jorba | serra        |         | 41° 36′ 35″ N, 1° 28′ 11″ E / 41.6098°N,1.46982°E 686.5 msnm  |           |                     | Modifica les dades a Wikidata |

## Misc
| imatge | Nom                        | Ubicat a     | instància de      | Detalls                                  | coordenades | Protecció                                            | Commons (més fotos)            | Dades a WD                    |
| ------ | -------------------------- | ------------ | ----------------- | ---------------------------------------- | --- | ---------------------------------------------------- | ------------------------------ | ----------------------------- |
|        | Can Rovira de la Volta     | Jorba        | casa              | Estil: arquitectura popular 15th century | 41° 36′ 07″ N, 1° 32′ 50″ E / 41.601811111111°N,1.5473305555556°E ca:Carrer Major, 33.                             | bé integrant del patrimoni cultural català           | Can Rovira de la Volta (Jorba) | Modifica les dades a Wikidata |
|        | Castellot de Joveró        | Jorba        | torre de defensa  | Estil: arquitectura popular 14th century | 41° 35′ 15″ N, 1° 32′ 43″ E / 41.5875°N,1.54515°E ca:Al sud del nucli a l’est del Mas Joveró                       | bé integrant del patrimoni cultural català           |                                | Modifica les dades a Wikidata |
|        | El Gorg Salat              | Copons Jorba | indret            | Superfície: 4.04ha                       | 41° 37′ 18″ N, 1° 31′ 40″ E / 41.6216°N,1.5278°E                                                                   |                                                      |                                | Modifica les dades a Wikidata |
|        | Safareig de Jorba          | Jorba        | safareig          | Estil: arquitectura popular 1777         | 41° 36′ 06″ N, 1° 32′ 45″ E / 41.601545°N,1.545919°E ca:Carrer Major, 44.                                          | bé integrant del patrimoni cultural català           | Safareig de Jorba              | Modifica les dades a Wikidata |
|        | casa consistorial de Jorba | Jorba        | casa consistorial |                                          | 41° 36′ 06″ N, 1° 32′ 55″ E / 41.6017809°N,1.5487397°E                                                             |                                                      |                                | Modifica les dades a Wikidata |
|        | castell de Jorba           | Jorba        | castell           | Estil: art romànic 978                   | 41° 36′ 08″ N, 1° 32′ 45″ E / 41.60222222°N,1.54583333°E ca:Turó damunt del poble                                  | bé d'interès cultural bé cultural d'interès nacional | Castell de Jorba               | Modifica les dades a Wikidata |
|        | creu commemorativa         | Jorba        | creu monumental   | Estil: arquitectura modernista 1911      | 41° 35′ 22″ N, 1° 33′ 21″ E / 41.58946°N,1.55574°E ca:Esplanada de la Sala.                                        | bé integrant del patrimoni cultural català           | Creu commemorativa (Jorba)     | Modifica les dades a Wikidata |
|        | creu de terme de Jorba     | Jorba        | creu de terme     | Estil: barroc 1608                       | 41° 36′ 06″ N, 1° 32′ 55″ E / 41.60163°N,1.54872°E ca:A la cruïlla entre el carrer Major i el Carrer Nou. 404 msnm | bé integrant del patrimoni cultural català           | Creu de terme de Jorba         | Modifica les dades a Wikidata |